# حماك (العرش)

تعديل مصدري - تعديل

حماك هي إحدى قرى عزلة العرش بمديرية العرش التابعة لمحافظة البيضاء، بلغ تعداد سكانها 550 نسمة حسب تعداد اليمن لعام 2004.